# Benny Golson
Benny Golson (Philadelphia, 1929. január 25. – New York, 2024. szeptember 21.) amerikai szaxofonos, zeneszerző, hangszerelő.

## Pályafutása
Középiskolás korában a pennsylvaniai Philadelphiában Golson számos ígéretes fiatal zenésszel játszott együtt, köztük John Coltrane-nel, Red Garlanddal, Jimmy Heath-szel és Philly Joe Jonesszal. A Howard Egyetem elvégzése után többek között Tadd Dameronnal játszott – aki nagy hatással volt Golson kompozícióira.
Több éven át egy Rhythm and blues bandában játszott, ezután pedig Lionel Hampton, Johnny Hodges és Art Blakey együtteseiben. Az Art Blakey and the Jazz Messengers 1958-ban rögzítette a klasszikussá vált Moanin-lemezt, amely számos Golson által írt dalt számot tartalmaz.
Amikor az egyik kollégája, akit Lionel Hampton zenekarából ismert, Clifford Brown meghalt, megírta az I Remember Clifford című dzsessz-sztenderdet. Megírta a Killer Joe, a Whisper Not, az Along Came Betty, a Stablemates és az Are You Real? című dalokat is, amelyeket ma is játszanak.
1959-től 1962-ig Golson és Art Farmer vezette a The Jazztet, amellyel több rangos albumot is felvettek.
2004-ben Tom Hanks-szel szerepelt a Terminál című filmben.
Golson mintegy 300 darabot írt, hangszerelt karrierje során Count Basie, John Coltrane, Miles Davis, Ella Fitzgerald, Dizzy Gillespie, Benny Goodman, Lionel Hampton, Shirley Horn, Quincy Jones, Peggy Lee, Carmen McRae, Anita O’Day, Oscar Peterson, Mel Tormé, George Shearing számára.
Olyan tévésorozatoknak és filmeknek is dolgozott, mint a MASH, Mannix, Mission Impossible, valamint olyan cégek reklámjaihoz írt zenét, mint például a  Chevrolet, Gilette, Heinz, Mattel, Texaco...

### Legismertebb szerzeményei
- Along Came Betty
- Are You Real?
- Blues March
- Five Spot After Dark
- I Remember Clifford
- Killer Joe
- Stablemates
- Whisper Not
- Moanin’

## Albumok
(válogatás)
- Benny Golson's New York Scene (1957)
- The Modern Touch (1957)
- The Other Side of Benny Golson (1958)
- Benny Golson and the Philadelphians (1958)
- Gone with Golson (1959)
- Groovin' with Golson (1959)
- Gettin' with It (1959)
- Take a Number from 1 to 10 (1961)
- Pop + Jazz = Swing (1961)
- Turning Point (1962)
- Free (1962)
- Stockholm Sojourn (1964)
- Tune In, Turn On (1967)
- Are You Real (1977)
- Killer Joe (1977)
- I'm Always Dancin' to the Music (1978)
- California Message (1980)
- One More Mem'ry (1981)
- Up, Jumped Spring (1990)
- Up Jumped Benny (1997)
- That's Funky (2000)
- One Day Forever (2001)
- Terminal 1 (2004)
- The Masquerade Is Over (2005)
- The Many Moods of Benny Golson (2007)
- Three Little Words (2007)
- New Time, New 'Tet (2009)

## Díjak
- 1995: National Endowment for the Arts (NEA) Jazz Masters
- 2007: Mellon Living Legend Legacy Award
- 2009: International Academy of Jazz Hall of Fame

## Filmek
- Benny Golson az IMDb-n